# Фазотрон-Украина
«Фазотрон-Украина» — совместное российско-украинское предприятие (киевский филиал Фазотрон-НИИР) по разработке и производству радаров и авионики.
Предприятие осуществляет изготовление СВЧ-приборов для локаторов истребителей МиГ-29 и Су-27; модернизацию БРЛС Н019 (для истребителей МиГ-29) до уровня Н-019-У1 и Н-019-У2.

## Деятельность
В первой половине 2000-х годов компания «Фазотрон-Украина» (совместно с ГП Киевский государственный завод «Буревестник», заводом «Генератор» и другими предприятиями) принимала участие в работах по созданию радара «Буревестник-1» для пограничной службы Украины (для которого компания изготовила приёмник с улучшенным линейно-логарифмическим коэффициентом усиления, цифровым управлением и цифровой автоматической подстройкой частоты).
В 2005—2007 гг. из состава вооружённых сил Украины в Азербайджан продали 12 истребителей МиГ-29 и два учебно-боевых МиГ-29УБ, перед продажей прошедших капитальный ремонт и модернизацию на Львовском авиаремонтном заводе. В ходе выполнения этого контракта был отработан «пилотный» проект модернизации украинского парка МиГ-29, в котором помимо Львовского авиаремонтного завода принимали участие предприятия «Оризон-Навигация» и ЗАО «Фазотрон-Украина», задействованное в модернизации бортовой РЛС (во время работ была увеличена дальность обнаружения и сопровождения цели за счёт обновления элементной базы). В ходе модернизации на «Фазотрон-Украина» производилась замена блока приёмника Н019-09 бортовой РЛС Н019, что позволило повысить её надежность за счёт использования новой, более современной элементной базы до 10-20 тысяч часов. В дальнейшем, аналогичным образом были переоборудованы несколько украинских МиГ-29, получившие наименование МиГ-29МУ1.
В 2008 году предприятие завершило работы по созданию радиолокатора Н-019-У1 для истребителей МиГ-29 ВВС Украины (который поступил на государственные испытания) и объявило о начале работ по созданию радиолокатора Н-019-У2 (с увеличенной дальностью обнаружения и совместимого со всеми имеющимися и разрабатывающимися образцами авиационного вооружения МиГ-29, в том числе с новыми российскими ракетами Р-77 класса «воздух-воздух»).
В 2009 году государственные испытания усовершенствованного радиолокатора Н-019-У1 для МиГ-29 были завершены, после чего по заказу министерства обороны Украины обновлённые радиолокаторы были установлены на два истребителя МиГ-29 ВВС Украины. Кроме того, радиолокаторы были предложены на экспорт.
Весной 2014 года правительство Украины прекратило военно-техническое сотрудничество с Россией (4 апреля 2014 первый вице-премьер Украины В. Г. Ярема объявил, что Украина приняла решение прекратить военно-техническое сотрудничество с Россией, 16 июня 2014 года президент Украины П. А. Порошенко запретил любое сотрудничество с Россией в сфере ВПК), что привело к прекращению производственной кооперации.